# Chondrostoma oxyrhynchum
Chondrostoma oxyrhynchum és una espècie de peix cipriniforme de la família dels ciprínids.
Els mascles poden assolir els 23,2 cm de longitud total.
Es troba a la conca dels rius Kura i Aras (riba de la mar Càspia).